# Categorie 5-kabel

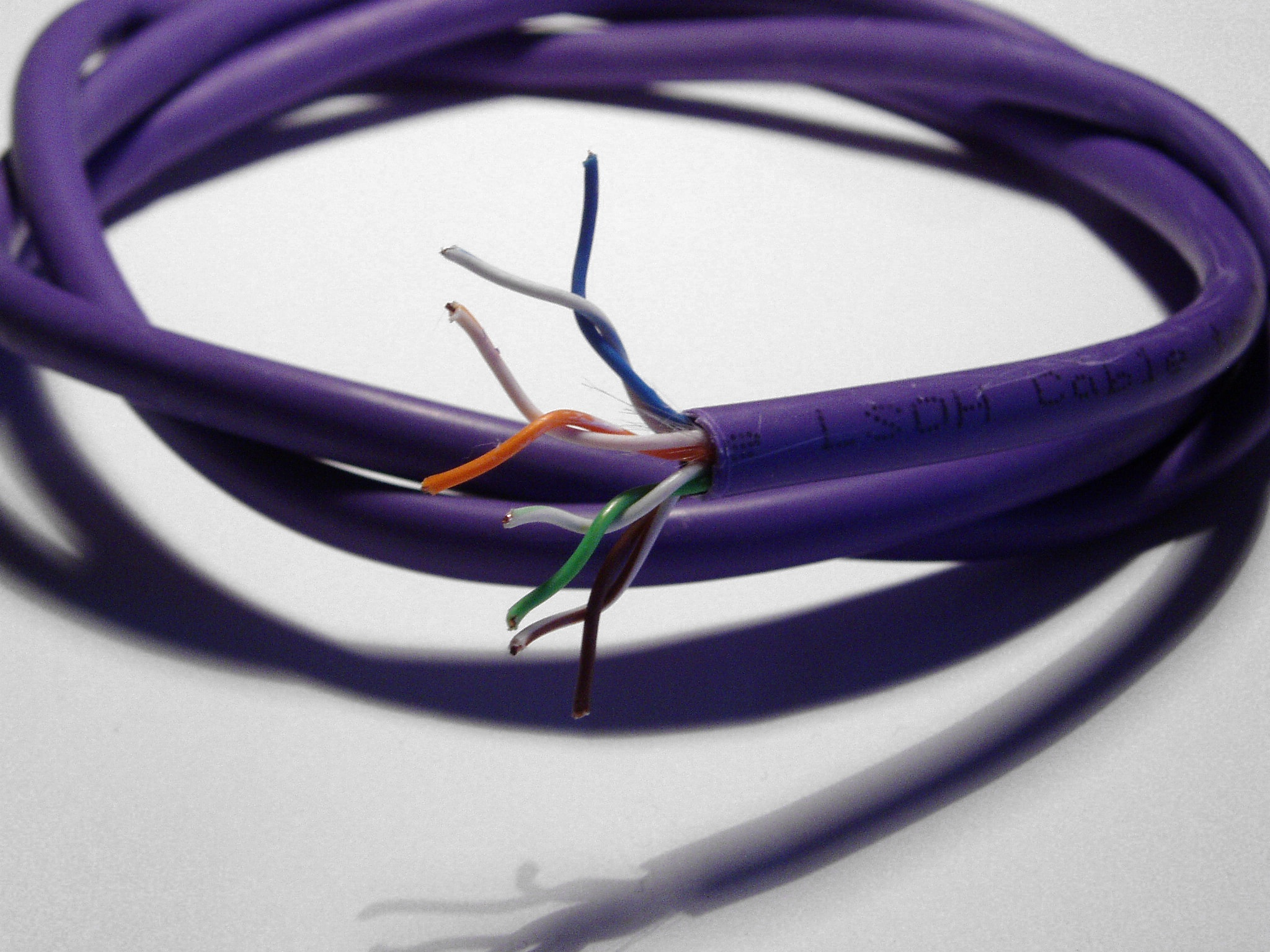
Een Cat5e-kabel, de vier twisted pairs (acht draden) zijn duidelijk te zien.

Categorie 5-kabel (in het Engels Category 5, vaak afgekort tot Cat5) is een kabelstandaard die geschikt is voor de meeste soorten Ethernet via getwist paar tot 2,5GBASE-T. Cat5 wordt ook gebruikt om andere signalen te transporteren zoals telefoon en video. In 2001 werd Cat5 geklasseerd als verouderd en vervangen door de Categorie 5e-specificatie (Cat5e).
Cat5 wordt gedefinieerd in ISO/IEC 11801, IEC 61156 en EN 50173, hoewel het aanvankelijk in 1995 werd vastgelegd in ANSI/TIA/EIA-568-A (met verduidelijking in TSB-95). Deze documenten specificeren de prestatiekenmerken en testvereisten voor frequenties tot 100 MHz. Cat5 was oorspronkelijk geschikt voor snelheden tot 100 Mbps.
De Cat5e-specificatie uit 2001 verbetert de Cat5-specificatie door overspraak verder te verminderen. De bandbreedte (100 MHz) en de fysieke constructie zijn bij de twee hetzelfde. De meeste Cat5-kabels voldoen zelfs aan de Cat5e-specificaties, ook al zijn ze niet als zodanig gecertificeerd.
Cat5-kabel is verkrijgbaar in zowel soepele als stijve uitvoering. De soepele variant wordt gebruikt voor patchkabels omdat deze flexibeler is en meer buiging weerstaat zonder te breken. De stijve variant wordt gebruikt voor permanente gestructureerde bekabeling. De categorie en het type kabel zijn te herkennen aan de opdruk op de mantel. De kabels zijn voorzien van RJ45-connectoren en zijn geschikt voor 10BASE-T, 100BASE-TX (Fast Ethernet), 1000BASE-T (Gigabit Ethernet) en 2.5GBASE-T. Voor 10BASE-T en 100BASE-TX Ethernet-verbindingen zijn twee draadparen vereist, voor 1000BASE-T en snellere Ethernet-verbindingen zijn vier draadparen nodig. De maximale lengte voor een kabelsegment is 100 meter. Als het signaal over een grotere afstand getransporteerd moet worden is het gebruik van actieve hardware zoals een repeater of switch noodzakelijk. Door het gebruik van Power over Ethernet (PoE) kan naast gegevens ook stroom over de kabel worden getransporteerd.
De specificatie vereist dat de geleiders van Cat5-kabels van puur koper zijn. Er zijn echter ook namaakkabels op de markt die gebruik maken van andere materialen, zoals een met koper beklede aluminiumvariant, en daardoor niet de verwachte gigabitsnelheden halen.
Cat1 · Cat2 · Cat3 · Cat4 · Cat5/5e · Cat6/6a · Cat7/7a · Cat8/8.1/8.2